# أحمد دحبور
أحمد خضر دحبور (مواليد 21 أبريل 1946 في حيفا - 8 أبريل 2017) شاعر فلسطيني نشأ ودرس في مخيم النيرب للاجئين الفلسطينيين في مدينة حمص بعد أن هاجرت عائلته إلى لبنان عام 1948 ثم إلى سورية. لم يتلق دحبور تعليما أساسيا كافياً، لكنه كان قارئاً نهماً فصقل موهبته الشعرية بقراءة عيون الشعر العربي قديمة وحديثة، وعكست أعماله وعبرت عن التجربة الفلسطينية. عمل مديراً لتحرير مجلة «لوتس» حتى عام 1988 ومديراً عاماً لدائرة الثقافة بمنظمة التحرير الفلسطينية وعضو في اتحاد الكتّأب والصحفيين الفلسطينيين. حاز على جائزة توفيق زياد في الشعر عام 1998. كتب العديد من أشعار فرقة أغاني العاشقين. وصفه الشاعر غسان زقطان بأنه «من أهم مؤسسي المشهد الفلسطيني في مجال الشعر الحديث».

## حياته
ولد دحبور نهار الأحد 21 نيسان / أبريل 1946 في حيفا، بفلسطين. يقول عن حياته المبكرة: «لم يشعل لي أهلي شمعتين احتفالاً بعيد ميلادي، وإنما حملوني وهربوا بي لاجئين من حيفا إلى المجهول، وكان المجهول آنذاك في البداية لبنان، ثم قرية سورية يسكنها الشركس اسمها عين زاط (عين النسر)، قبل أن ننتقل إلى حمص، حيث عشت بقية عمري هناك ما عدا فترة الشباب».
عاد دحبور إلى الأراضي الفلسطينية بعد توقيع اتفاق أوسلو.

## مسيرته
نشر دحبور بواكير قصائده في مجلة «الآداب» اللبنانية. أصدر مجموعته الشعرية الأولى «الضواري وعيون الأطفال» عام 1964، ثم عام 1971 أصدر مجموعته الثانية «حكاية الولد الفلسطيني» التي أظهرت انحيازه السياسي للثورة الفلسطينية، وجسدت معاناة الفلسطينيين في مخيمات اللجوء. إلتحق دحبور بالثورة الفلسطينية مبكراً، وعمل صحفيًا عسكرياً، وكان يكتب مقالة أدبية أسبوعية بعنوان «عيد الأربعاء» في صحيفة الحياة.
عمل دحبور محررًا سياسيًا في «وكالة وفا» فرع سوريا، ومحررًا أدبيًا. وتولى إدارة تحرير مجلة «لوتس» حتى عام 1988، كما عُين مديراً عاماً لدائرة الثقافة بمنظمة التحرير الفلسطينية، ورئيس تحرير مجلة «بيادر» التي كانت تصدرها الدائرة. عمل دحبور بعدعودته لفلسطين وكيلًا لوزارة الثقافة حتى تقاعده عام 2007م.

## أسلوبه
يتميز شعر دحبور بإعادة إنتاجه المستمرّ للدلالات، محمِّلًا إيّاها معاني جديدة، ويعبّر عن ذلك الناقد إبراهيم خليل في مقالته «أحمد دحبور: لغة مناكفة ودالّ متحرّر». حضرت في أشعاره ملامح معبرة عن تنقلاته الكثيرة في حياته بين لبنان وسوريا وفلسطين وتونس، «خصوصا في الرموز التي يتوسلها الشاعر، من الصحراء إلى الأشجار إلى الخضرة والبحر وغيرها من سمات جغرافيات مختلفة عبر عنها، ملتقطا كل تفاصيلها، وصانعا من تلك التفاصيل فلسطينه الخاصة». وفقًا للكاتب التونسي محمد ناصر المولهي، يغلب على منجز دحبور الشعري قصيدة التفعيلة، لكنه يرى أنه تميز فيها بإيقاع خاص، يسميه «الإيقاع القوي، الذي يقف في منطقة بين الشعر العمودي والشعر الحر، حيث تتميز جملته بسبك متين مشحون بعاطفة منفعلة، هي عاطفة الشاعر الطامح إلى التحرر، تحرره هو وتحرر بلده وشعبه». ووفقًا للكاتب خليل صويلح، في مراجعة تجربته الشعرية الطويلة يُلاحَظ اعتنائه الإستثنائي بأهمية الإيقاع في تأثيث الصورة الشعرية بما يشحنها درامياً وبلاغياً في آنٍ واحد، ويضعها في مقامٍ آخر، بناء على قناعته بأنّ «الشعر عدو الطمأنينة».

## أعماله
- الضواري وعيون الأطفال - شعر- حمص 1964.[8]
- حكاية الولد الفلسطيني - شعر- بيروت 1971.
- طائر الوحدات - شعر- بيروت 1973.
- بغير هذا جئت - شعر - بيروت 1977.[2]
- اختلاط الليل والنهار- شعر- بيروت 1979.
- واحد وعشرون بحراً- شعر - بيروت 1981.[2]
- شهادة بالأصابع الخمس - شعر- بيروت 1983.
- ديوان أحمد دحبور- شعر - بيروت 1983.
- كسور شعرية - شعر.[2]
- هكذا-شعر دار الآداب بيروت 1990.[2]
- هنا، هناك. -شعر- دار الشروق عمان 1997.[4]
- جبل الذبيحة- شعر- 1999.[4]

## الجوائز
- جائزة توفيق زياد في الشعر عام 1998.[4][8]

## وفاته
توفي في 8 أبريل 2017 في رام الله عن عمر ناهز 71، إثر إصابته بفشل كلوي. ونعته وزارة الثقافة الفلسطينية في بيان: «برحيل دحبور تفقد فلسطين ليس واحدا من عمالقة الأدب والإبداع الفلسطيني فقط، بل بوصلة كانت حتى اللحظات الأخيرة تؤشر إلى فلسطين، وأيقونة لطالما كانت ملهمة للكثير من أبناء شعبنا في مختلف أماكن إقامتهم، وفي مختلف المفاصل التاريخية الوطنية». كما نعاه عدد كبير من المثقفين والفنانين منهم الشاعر المصري زين العابدين فؤاد والشاعر السوري محمد علاء الدين عبد المولى والكاتب الأردني معن البياري والروائي المصري وحيد الطويلة والمصور الفوتوغرافي الفلسطيني أحمد المحسيري كما نعاه الرئيس الفلسطيني محمود عباس.

## وصلات خارجية
- أحمد دحبور على موقع بوابة الشعراء
- أحمد دحبور على موقع أرشيف الشارخ